# 红胸啄花鸟
红胸啄花鸟，是啄花鸟科啄花鳥屬的一种，分佈於印度次大陸和東南亞。像其他啄花鳥一樣，這種小型鳥類以果實為食，並在果樹植物的種子傳播中扮演重要角色。 不同於許多同屬的物種，這種鳥類具有顯著的兩性異形，雄鳥的上部和下部顏色對比鮮明，並有一個亮橙色的胸斑，而雌鳥則顏色黯淡。

## 外形描述
紅胸啄花鳥是一種小型啄花鳥，喙短而暗。雄鳥的上半身為亮麗的藍黑色，下半身為淡棕色，胸部有一個明亮的紅色斑塊。從胸斑下方起，沿著腹部中央有一條黑色短線延伸至腹部。雌鳥上半身呈深橄欖色，下半身為淡棕色。鳥的側面呈橄欖色，喙基部顏色較淡。
牠們體重僅7—9 g（0.25—0.32 oz），長度不足7 cm（2.8英寸），是最小的啄花鳥之一。 它們通常棲息在樹梢，特別是在槲寄生上。牠們發出刺耳的叫聲，類似剪刀剪切聲及短促的tsit聲。
該物種最早由愛德華·布萊思於1843年描述，根據布賴恩·霍頓·霍奇森從尼泊爾獲得的標本所命名。 名稱基於霍奇森的手稿，但由布萊思發表。 據稱原始標本已存放於大英博物館，但據說已經遺失，可能存在於加爾各答的亞洲學會博物館中。
曾被稱為「印度最小的鳥」或「可能是最小的鳥」：
……紅胸啄花鳥（Myzanthe ignipectus），這種鳥類因為是印度最小的鳥而著名。這隻美麗的小鳥體型如此之小，成鳥的總長度幾乎不到兩英寸半，重量僅有三又二分之一德拉克馬。其行為與啄花鳥十分相似，棲息於樹梢，且常躲避人們的視線……——約翰·喬治·伍德，1862年

## 亚种
- 红胸啄花鸟台湾亚种（学名：Dicaeum ignipectus formosum），是台灣的特有物种。分布于台灣本島。该物种的模式产地在台湾阿里山。[10]
- 红胸啄花鸟指名亚种（学名：Dicaeum ignipectus ignipectus）。在中国大陆，分布于福建、湖北、湖南、广东、广西、陕西、四川、贵州、云南、西藏等地。该物种的模式产地在尼泊尔和不丹。[11]

## 分布與棲地

### 分佈
紅胸啄花鳥廣泛分佈於喜馬拉雅山脈地區，包括印度、尼泊爾、不丹、孟加拉，並延伸至東南亞的印尼、寮國、泰國、越南、台灣、馬來西亞和菲律賓。
其自然棲地包括溫帶森林、亞熱帶或熱帶潮濕低地森林以及亞熱帶或熱帶潮濕的山地森林。
若干族群已被命名為亞種。指名亞種ignipectus分佈於喜馬拉雅山脈及東南亞大陸地區。其他則為島嶼族群，包括台灣的formosum，呂宋的luzoniense，薩馬的bonga，以及尼格羅和棉蘭老的apo。此物種與黑脅啄花鳥（Dicaeum monticolum）、灰脅啄花鳥（D. celebicum）、爪哇啄花鳥（D. sanguinolentum）和澳洲啄花鳥（D. hirundinaceum）形成超種複合體，這些物種有時被視為同一物種。曾有與朱背啄花鳥（Dicaeum cruentatum）雜交的報告。 許多島嶼上的亞種表現出非常有限的分佈範圍或微端性，這些亞種在保育規劃中被建議謹慎對待。
菲律賓的族群中，雄鳥的下部與D. monticolum類似，而雌鳥的上半部則有鋼綠色光澤，與北方較黯淡的亞種不同。蘇門答臘的beccarii是最為不同的亞種，與D. sanguinolentum亦有所區別。雄鳥的上半部具有鋼綠色光澤，且缺少喉斑，而雌鳥上半部呈綠色，且缺少紅色臀部。

### 棲地
栖息地包括亚热带或热带的湿润低地林、亚热带或热带的旱林、亚热带或热带的高海拔疏灌丛、耕地、种植园和亚热带或热带的湿润山地林。一般栖息于开阔的村庄、田野、山丘、山谷等次生阔叶林、或溪边树丛间以及有时在原始森林的中下层也能见到。
此物種在整個分佈範圍內多棲息於海拔1000米以上的高山地區，但在中國，冬季期間可能會出現在較低海拔地區。

## 行為與生態
像許多其他啄花鳥一樣，牠們負責槲寄生種子的傳播。在尼泊爾的喜馬拉雅山脈，牠們被發現是Scurrula屬植物的重要傳播者。
在奈尼塔爾，牠們據說在6月和7月繁殖。牠們的巢呈垂吊狀，像錢包一樣，開口位於巢的上方側面。巢薄且具有毛氈狀，材料來自槲寄生莖部的毛狀物，內襯苔蘚和柔軟的草。牠們通常產下兩到三顆蛋，雌雄共同孵蛋並照顧幼鳥。
在香港，隨著復育森林的成熟，牠們的數量被認為有所增加。首次記錄於1954年，自1975年起牠們開始定期繁殖。

## Gallery

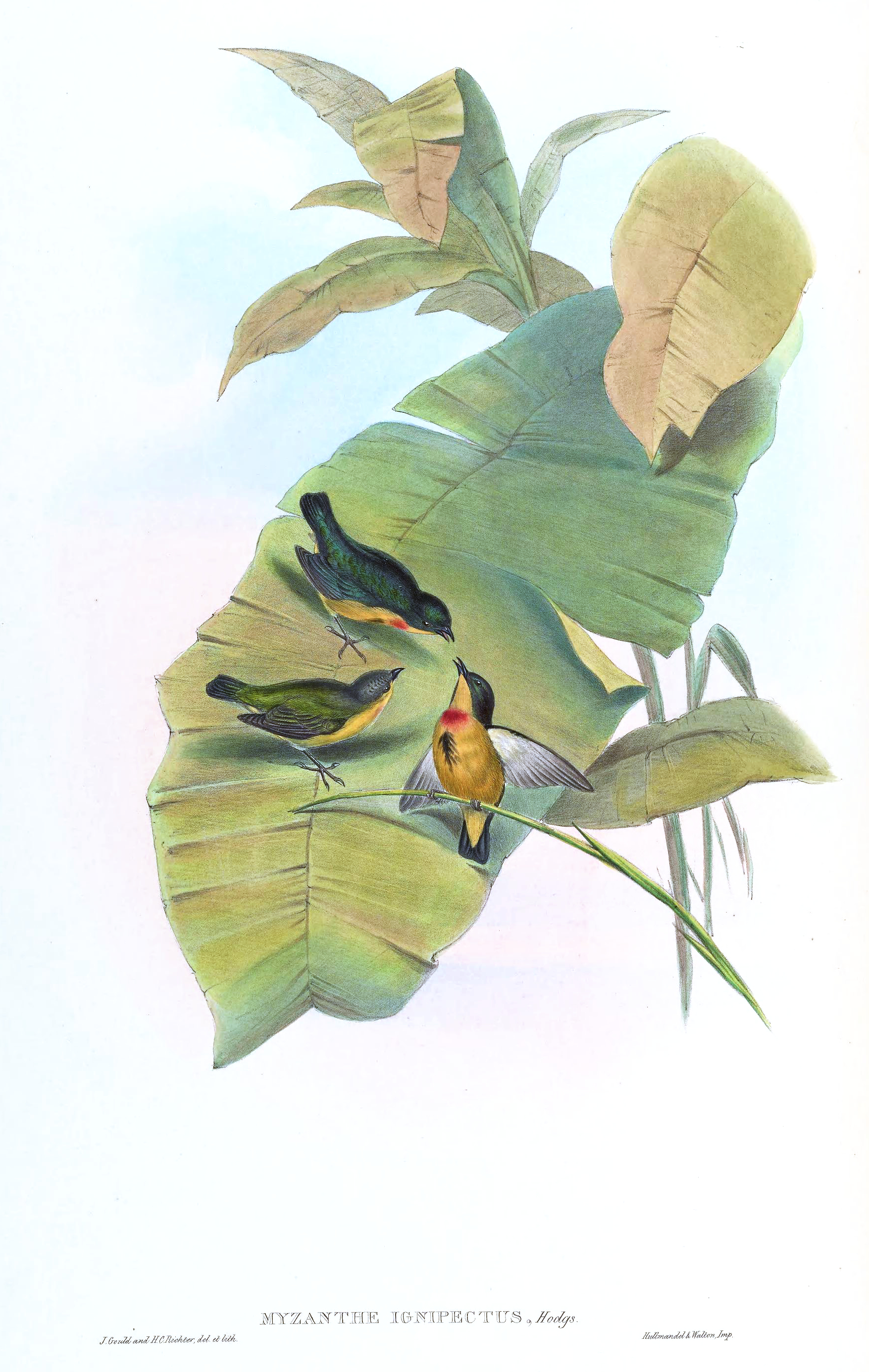
由約翰·古爾德創作的《亞洲鳥類》（1850-83）石版畫，收錄於第6卷第14圖版中。T. C. 傑登在其《印度鳥類》中提到，他「......遺漏了提及從鮮紅色胸斑延伸至腹部中央的黑色條紋......」。
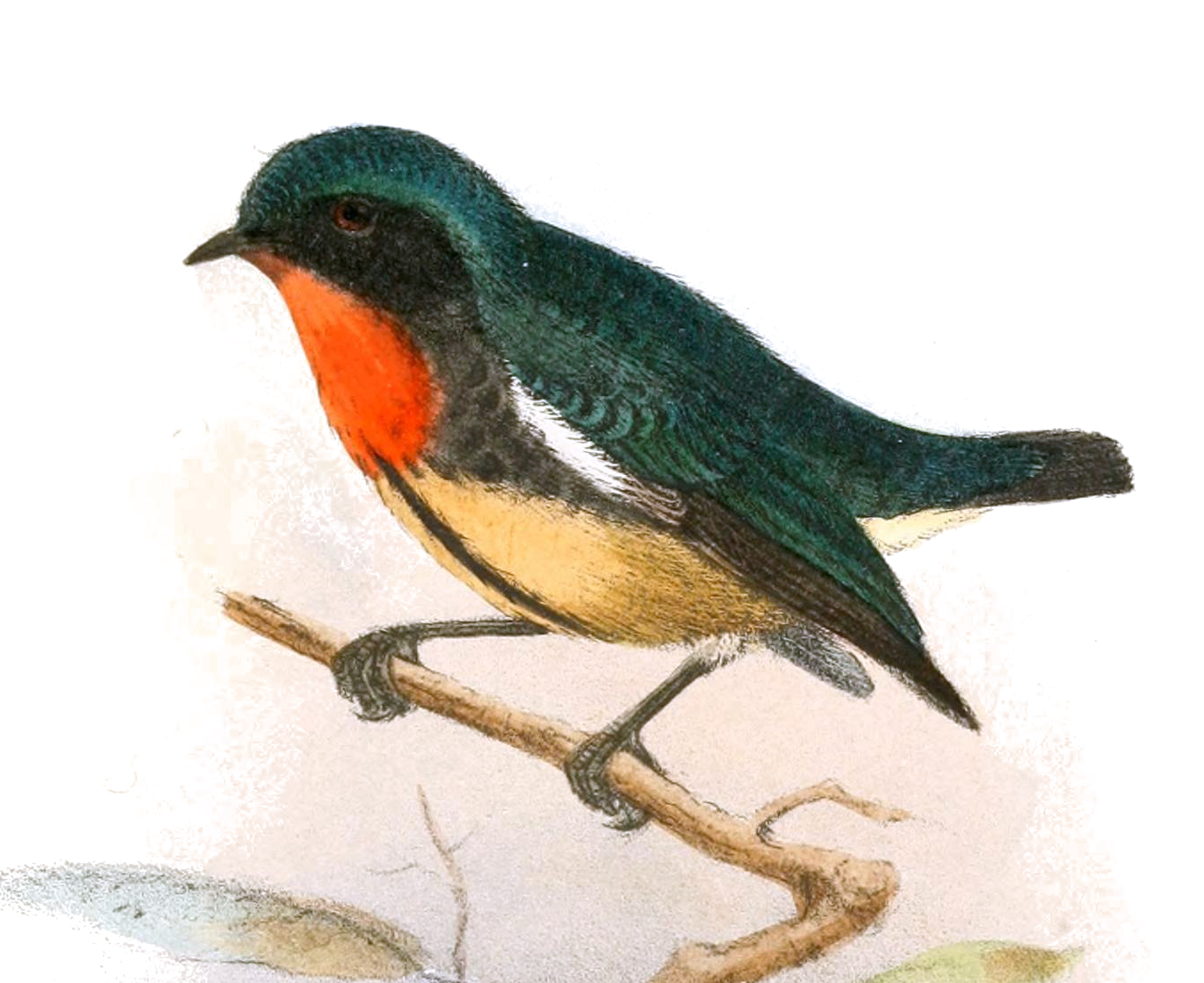
D. i. formosum
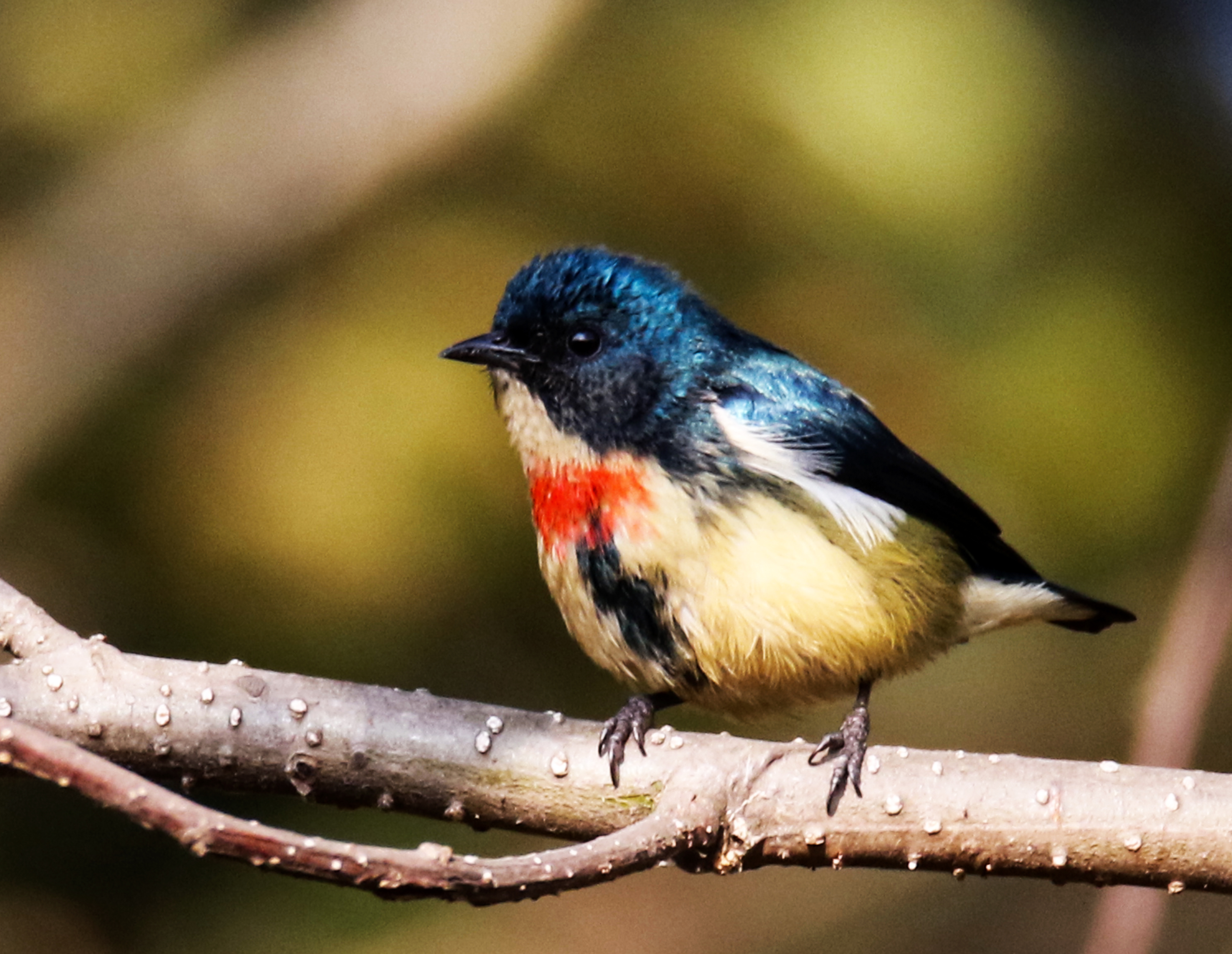
指名亞種雄鳥，尼泊爾。
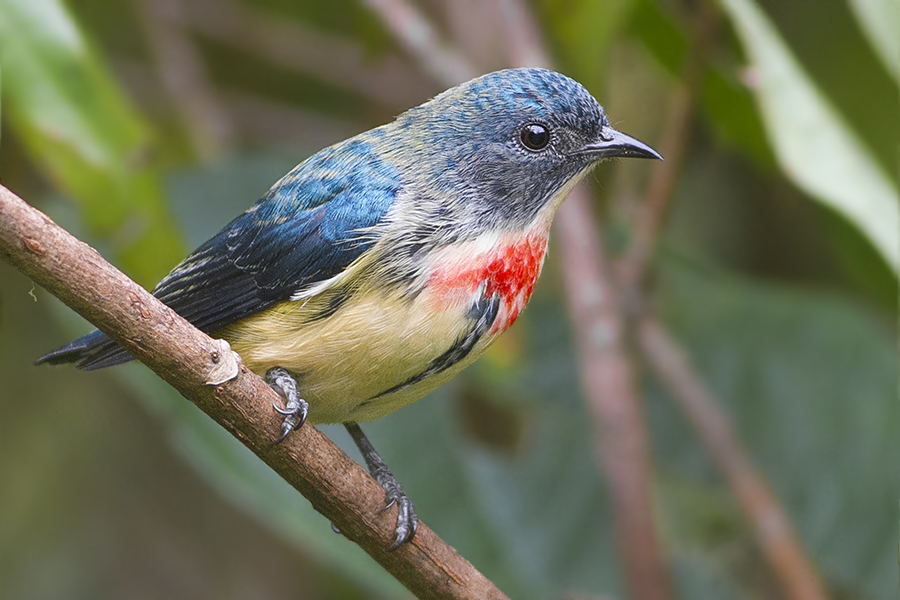
紅胸啄花鳥, 干城章嘉國家公園, 錫金, 印度

## 外部連結
- 紅胸啄花鳥指名亞種(Dicaeum ignipectus (ignipectus))鳴聲 （页面存档备份，存于） 香港觀鳥會鳥鳴集